# 357 Pułk Artylerii (III Rzesza)
357 Pułk Artylerii (niem. Artillerie-Regiment 357, AR 357) − pułk artylerii niemieckiej okresu III Rzeszy. Został sformowany 30 listopada 1943 w Radomiu na bazie 139 pułku artylerii (Artillerie-Regiment 139), podczas 21. fali mobilizacyjnej Wehrmachtu.
Nowy regiment został przyporządkowany 357 Dywizji Piechoty (357. Infanterie-Division) i od wiosny 1944 jego żołnierze walczyli w składzie wspomnianej dywizji na południowym odcinku frontu wschodniego.
Żołnierze 357 pułku artylerii brali również udział w działaniach zbrojnych na Węgrzech. Oddział został rozbity w czasie walk o Budapeszt.

## Struktura organizacyjna
- Regimentsstab (nr poczty polowej: 44 32837)
- Stab I. Abteilung (nr poczty polowej: 37423 A)
  - 1. Batterie/ 2. Batterie/ 3. Batterie
- Stab II. Abteilung (nr poczty polowej: 44 44000 A)
  - 4. Batterie/ 5. Batterie/ 6. Batterie
- Stab III. Abteilung (nr poczty polowej: 44 22074 A)
  - 7. Batterie/ 8. Batterie/ 9. Batterie
- Stab IV. Abteilung (nr poczty polowej: 30694 A)
  - 10. Batterie/ 11. Batterie/ 12. Batterie